# Susanne Rader
Susanne Fanny Rader (* 20. Jahrhundert in Wien) ist eine österreichische Theaterschauspielerin, Sängerin und Tänzerin.

## Leben und Wirken
Susanne Rader absolvierte nach ihrem Schulabschluss zunächst eine Ausbildung zur Kosmetikerin. Danach absolvierte sie eine professionelle Schauspiel-, Gesangs- und Tanzausbildung am Prayner Konservatorium in Wien.
Rader hatte zahlreiche Theaterengagements, unter anderem am Theater an der Wien, am Theater der Jugend Wien, am Kosmos Theater Wien oder an der Comödie Dresden. Rader trat als Bühnendarstellerin in zahlreichen Theaterstücken und Musicals auf, wie beispielsweise in Der kleine Horrorladen. Große Bekanntheit erlangte Rader vor allem durch ihre Rolle der Marlene Dietrich, die sie in mehreren Aufführungen am Theater darstellte und auch deren Lieder singt, so auch an Rezitationsabenden.
Nebenbei war Rader auch langjährige Sängerin in verschiedenen Musikgruppen tätig und trat einmal beim Österreichischen Vorentscheid zum Eurovision Song Contest an, erreichte dabei allerdings nicht das Finale.